# J. W. Utermöhle
Die J. W. Utermöhle GmbH war ein deutscher Hersteller von Karosserien und Automobilen.

## Unternehmensgeschichte
Das Unternehmen wurde 1900 zur Produktion von Kutschen und Karosserien gegründet. Der Firmensitz war an der Heliosstraße in Köln. 1903 begann zusätzlich die Produktion von Automobilen. Der Markenname lautete Utermöhle. 1905 endete die eigene Automobilproduktion. 1908 gab es auch eine Filiale an der Großen Frankfurter Straße 137 in Berlin. Das Unternehmen wurde 1913 von Karl Deutsch übernommen und in Westdeutsches Karosseriewerk umbenannt. 1916 änderte Karl Deutsch den Namen in Karl Deutsch GmbH.

## Fahrzeuge
Das Unternehmen stellte nur ein Modell her. Für den Antrieb sorgte ein Vierzylindermotor mit 16 PS Leistung. Der Motor kam von Peugeot.

## Karosseriebau
Karosserien entstanden unter anderem für Horch und Deutz.